# Formatie van Solières
De Formatie van Solières is een geologische formatie uit het Onder-Devoon in de ondergrond van de Belgische provincie Luik. De formatie bestaat uit lagen schalie (schiefer) en siltsteen ("schist"). Ze is genoemd naar het gehucht Solières bij Ben-Ahin, Hoei. 

## Beschrijving
De Formatie van Solières bestaat uit een afwisseling van grijze tot grijsblauwe schalie (peliet, voornamelijk uit klei bestaand sediment) en groenige of blauwgrijze siltsteen. Daarnaast komen zeldzame lagen zandsteen en kwartsiet voor. Er komen in de formatie mariene fossielen voor, maar die zijn niet eenvoudig te herkennen.
Van basis tot top is de formatie ongeveer 125 meter dik; nergens dikker dan 200 meter. Het stratotype bevindt zich ten noorden van Nonceveux, langs de rechteroever van de Amblève.

## Verspreiding en stratigrafie
De Formatie van Solières komt alleen voor in het gebied rondom Verviers, in het oosten van het Synclinorium van Dinant en in het westen van het Dekblad van de Vesder. Net als de rest van het Devoon werd de formatie geplooid en overschoven tijdens de Hercynische orogenese.
Door middel van palynologisch onderzoek is de Formatie van Solières in de etages Lochkoviaan en Pragiaan geplaatst. De formatie is diachroon van aard: in het oosten is ze jonger dan in het westen.
Ze ligt in het verspreidingsgebied boven op de Formatie van Nonceveux, een ritmische afwisseling van bruinrode schalie en zandsteen. De Formatie van Solières wordt afgedekt door de Formatie van Acoz, eveneens een afwisseling van rode schalie en zandsteen. De Formatie van Solières kan van die van Nonceveux en Acoz onderscheiden worden door het ontbreken van de rode kleur en (in het geval van de Formatie van Nonceveux) een duidelijke cycliciteit.